# Fabeltierbrunnen (Renchen)

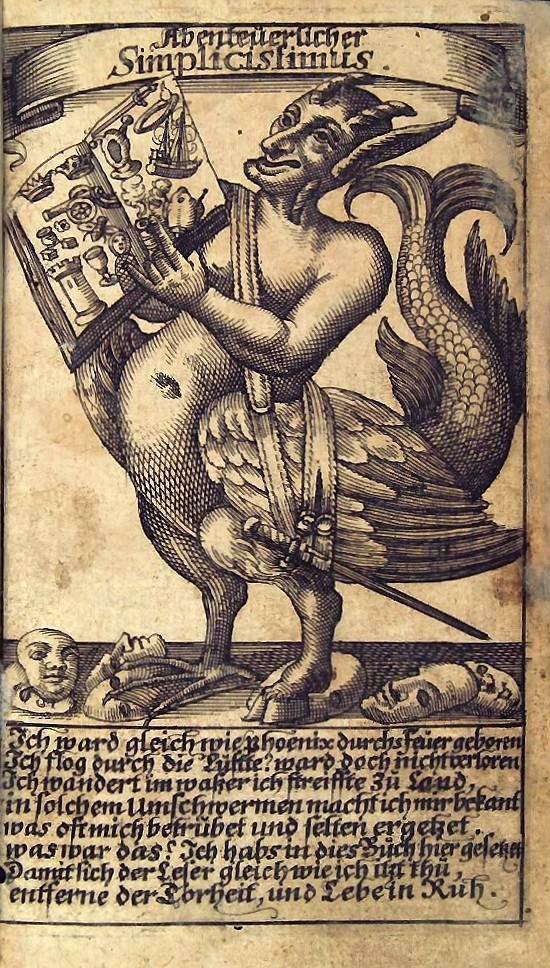
Titelkupfer des Simplicissimus von 1669

Der Fabeltierbrunnen in Renchen im Schwarzwald ist ein Zierbrunnen. Die Figurengruppe ist aus Bronze.
Der Fabeltierbrunnen bezieht sich auf den Titelkupferstich des Simplicissimus von Hans Jacob Christoffel von Grimmelshausen von 1669, das ein Tierwesen mit Satyrkopf, Frauenleib, Männerarm, Fischschwanz, Flügeln, einem Enten- und einem Kuhfuß abbildet.
Geschaffen wurde die Figurengruppe von dem Künstler Ernemann Sander aus Königswinter und der Stadt gestiftet von Dieter Dickmann. Im Rahmen der Stadtkernsanierung wurde der Brunnen mit dieser Figurengruppe 1992 aufgestellt. Dass ein solcher Brunnen hier aufgestellt wurde, ist kein Zufall, denn Renchen ist eine Grimmelshausenstadt. Es gibt in Renchen mehrere Brunnen, die auf den Simplicissimus Bezug nehmen.
Der Brunnen wurde im Zuge der Stadtkernsanierung 1992 errichtet.